# هوهن پایسنبرگ
هوهن پایسنبرگ (به آلمانی: Hohenpeißenberg) یک شهر در آلمان است که در بایرن واقع شده‌است.

## خصوصیات
هوهن پایسنبرگ ۲۰٫۴۴ کیلومترمربع مساحت دارد ۷۸۰ متر بالاتر از سطح دریا واقع شده‌است.